# Юрдан Иванов
 Тази статия е за историка и журналиста.  За българския политик вижте Йордан Мирчев.  За други личности на име Йордан Иванов вижте Йордан Иванов (пояснение).
Йордан (Юрдан) Иванов Мирчев е български журналист, историк, библиограф и финансист, действителен член на Българското книжовно дружество.

## Биография
Той е роден през 1862 година в Прилеп, учи в родния си град. Работи като писар в търговската фирма „Братя Факарови“. В края на 1876 година започва работа в кантората им в Солун. От януари 1880 година се премества в столицата на новоосвободена България София, където работи като писар в Софийското губернаторство, а по-късно е чиновник в Министерството на вътрешните работи, Министерството на финансите (1884 - 1906) и Българската народна банка (1906 – 1907). От 1894 до 1895 година учи търговско право в Софийския университет.
На 19 юли 1881 година е избран за подсекретар на Българомакедонското благотворително дружество.
Иванов публикува множество статии, главно по финансови и икономически въпроси. В 1885 година участва в първия социалистически кръжок на Димитър Благоев. През 1891-1892 година издава основния си труд „Български периодичен печат от възраждането му до днес (1844 - 1890)“, първи том от разширен вариант на който е издаден през 1893 година. В 1893 - 1894 година издава седмичника „Югозападна България“. В 1894 година е сред организаторите на първия събор на българските журналисти. В 1895 година е член основател на Българското икономическо дружество. Иванов е първият биограф на Трайко Китанчев. В 1898 година става дописен член, а през 1900 година - действителен член на Българското книжовно дружество, днес Българска академия на науките. В 1902 година излиза книгата му „Българските ценни книжа“ (на френски език). В 1905 година публикува в Сборника за народни умотворения, наука и книжнина, книга ХХІ „Документи по нашето възраждане“, в които има 163 писма от и до видни български възрожденци.
Умира през 1907 година в София.

## Памет
На Юрдан Иванов е наречена улица в жилищен комплекс „Овча купел“ в София (Карта).